# Rue du Champ-de-Foire-aux-Boissons
La rue du Champ-de-Foire-aux-Boissons est une voie de la commune française de Rouen. Son nom témoigne du souvenir d'une activité marchande de la ville.
Malgré une longue bataille pour sa sauvegarde, elle est victime des appétits immobiliers à la fin du XXe siècle.

## Situation et accès
La rue du Champ-de-Foire-aux-Boissons est située à Rouen, sur la rive droite, à l'ouest de la ville. Elle se trouve en lieu et place de l'ancien d'un ancien Champ-de-Foire aux boissons, situé faubourg Cauchoise, sur une portion du lieu dit du Pré de la Bataille. Elle appartient désormais au quartier Pasteur-Madeleine. Légèrement ascendante et parfaitement rectiligne, la rue a pour tenant, à son extrémité sud, la rue Émile-Leudet et pour aboutissant, à son extrémité nord, la rue de Constantine de par sa gauche et l'avenue Pasteur de par sa droite.

## Origine du nom
Le nom de la « rue du Champ-de-Foire-aux-Boissons » provient du lieu éponyme où, à partir de 1783, se tenait une foire dans laquelle étaient vendues des boissons. Ce nom de rue partage sa toponymie avec celui de l'ancienne rue du Champ de Foire, longeant le bout au nord du Champ de foire et allant de la place de la Madeleine à la rue du Pré-de-la-Bataille,. Cette dernière porta également le nom de rue du Champ-de-Foire. 

## Historique

### Foire commerciale
Avant la fin du XVIIIe siècle, les marchands de cidre étaient obligés, faute d'emplacement, de s'établir sur le quai de Paris, entre les portes Guillaume-Lion et du Bac, faubourg Martainville. Victimes des inconvénients qui en résultaient pour le transport, à cette époque où les quais avaient peu de largeur, les magistrats de la cité avaient fait choix d'un terrain près de la Seine, à l'est de la Ville, et l'avaient entouré de murs dans le but d'y établir un entrepôt pour les cidres. Cependant, ils renoncent à ce projet lorsque, en 1757, cédant à l'Académie cet emplacement où fut immédiatement transféré le Jardin-des-Plantes. Les quais demeurent donc encombrés pendant de longues années encore,.
La situation change en décembre 1782, lorsque Crosne, le maire et les échevins de Rouen obtiennent l'autorisation d'acheter un terrain pour y établir un marché au cidre. L'emplacement choisi appartenait à l'Hôtel-Dieu ; il est cédé à la ville le 15 mai 1783, à condition de ne pas être affecté à d'autre usage qu'à celui d'un champ-de-foire aux boissons et qu'on n'y élève aucun bâtiment de plus de dix pieds de haut, afin de ne pas intercepter le cours de l'air pour les malades de l'hôpital. Ainsi, initialement, selon les cartes jusqu’au XVIIIe siècle, le lieu est celui de prairies.
Le 19 novembre, le Parlement rend un arrêt portant que, à l'avenir, la vente des cidres et poirés aurait lieu sur cette nouvelle place, et les marchands s'empressèrent de s'y rendre.
C'est par l'ordonnance du 18 juin 1785, que les marchands de cidre et de poiré s'y installent,.
Finalement, le terrain choisi prend la forme d'une rue, œuvre de l’ingénieur Lamandé, parallèle à l'avenue Pasteur. De chaque côté de la rue étaient installées les loges des marchands et à l’ouest la partie commune permettait de regrouper des bêtes de somme qui tiraient les barriques. La rue était entièrement privée. Chaque propriétaire d’une loge était également propriétaire du pavé devant chez lui jusqu’au caniveau central. La rue était ponctuée par deux portes fermées à clef le soir. Les maisons étaient en briques foncées (cuites au charbon) à l'extérieur et en pan de bois à l'intérieur. Le rez-de-chaussée servait d’atelier tandis que le premier étage servait d’habitation au marchand ou tonnelier.
En 1879, le conseil municipal demande aux propriétaires d'effectuer la réfection des pavés.
Pendant l’entre-deux-guerres, le commerce de cidres disparaît et celui du vin est remplacé par le stockage en vrac. 
De ce fait, le Champ-de-Foire est désaffecté et transformé en logement,. Finalement, l’actuelle faculté de Droit remplace une portion de la rue depuis 1995 alors que la portion restante a été entièrement remodelée : les petites loges ont laissé place à de nouveaux logements.